# Chalma (Veracruz)
Chalma es una cabecera municipal en el estado de Veracruz. Se localiza en la región de la Huasteca Alta. Sirve como la cabecera municipal del municipio del mismo nombre. En el censo del INEGI del 2005, en Chalma se reportó una población total de 13,067.

## Localidades
- Chalma (Cabecera municipal)

- Chapopote Chico
- Chamizal
- La Laja

Por carretera, puedes llegar a través de la carretera México -Pachuca-Tampico o por la nueva autopista México -Tuxpan y bajas a la carretera Tantoyuca- Huejutla y ahí te queda de paso Chalma